# 宮崎秀一
宮崎 秀一（みやざき しゅういち、1949年8月8日 - ）は東京都出身の競馬評論家。

## 来歴
法政大学卒業後、1972年に日刊競馬新聞社へ入社。年齢は1つ下だが、長年編集長・看板評論家を務めた柏木集保よりも1年早いため、普段は「柏木」と呼び捨てにしている。
調教内容をベースにした主に穴狙いの予想スタイルで同紙では人気が高く、高額配当的中もしばしばあり、2011年末までコラム「穴カルト」を担当。メイン馬柱に掲載されている6人のトラックマンの中で最も長く掲載されていたが、2012年からはスタッフ予想欄に移動した。看板評論家の柏木が1979年からメイン馬柱に載ったのに対し、宮崎はその3年前の1976年から既にメイン馬柱に掲載されていた記録がある。入社からメイン馬柱に名前が掲載されるまでの期間においては柏木よりもずっと早い段階での起用であったほか、一時期は本紙予想を担当していた時期もあった。
評論活動以外では土曜日の『中央競馬ワイド中継』（関東独立UHF放送局）に出演し、1998年6月13日以前は「宮崎秀一の注目馬」で日曜日の注目馬をピックアップしたが、同年6月20日からはパドック解説にメインレース展望と「明日の重賞レース展望」の調教解説も務めていた。日曜日は「中央競馬実況中継」（ラジオたんぱ→ラジオNIKKEI第1放送）で、第8〜10競走までのパドック解説を担当してきた。『ワイド中継』終了後はラジオNIKKEIの放送に専念し、土日とも第6〜8競走までのパドック解説、日曜第1競走発走前『宮崎秀一の展望コーナー』でメインレースの展望を行った。
2020年12月31日付で日刊競馬新聞社を退職したため、ラジオNIKKEIへの出演は同年12月27日の有馬記念当日が最後となった。

## 出演番組

### 過去
- 中央競馬ワイド中継
- 中央競馬実況中継（ラジオNIKKEI） - 第1放送、土日とも。2020年12月27日放送限りで退任。
- GIレース直前情報（ラジオたんぱ）
- 競馬ビッグレース耳より情報（福島中央テレビ）[4]

## 主な的中例
- 第84回天皇賞（1981年） - ◎ホウヨウボーイ、○モンテプリンス[5]
- 第70回ダイヤモンドステークス（2020年） - ミライヘノツバサ：単勝325.5倍の最低人気馬に本命を打って的中させた[6]。